# Goerodes mirabilis
Goerodes mirabilis är en nattsländeart som beskrevs av G. Marlier 1953. Goerodes mirabilis ingår i släktet Goerodes och familjen kantrörsnattsländor. Inga underarter finns listade i Catalogue of Life.